# Seventeen (südkoreanische Band)/Diskografie
Diese Diskografie ist eine Übersicht über die musikalischen Werke der südkoreanischen Boygroup Seventeen. Den Schallplattenauszeichnungen zufolge hat sie bisher mehr als 42,4 Millionen Tonträger verkauft, davon alleine in ihrer Heimat über 32,7 Millionen. Ihre erfolgreichste Veröffentlichung ist die EP FML mit über 6,5 Millionen verkauften Einheiten. 

## Alben

### Studioalben
| Jahr | Titel Musiklabel                                                         | Höchstplatzierung, Gesamtwochen, AuszeichnungChartplatzierungen (Jahr, Titel, Musiklabel, Platzierungen, Wochen, Auszeichnungen, Anmerkungen) | Höchstplatzierung, Gesamtwochen, AuszeichnungChartplatzierungen (Jahr, Titel, Musiklabel, Platzierungen, Wochen, Auszeichnungen, Anmerkungen) | Höchstplatzierung, Gesamtwochen, AuszeichnungChartplatzierungen (Jahr, Titel, Musiklabel, Platzierungen, Wochen, Auszeichnungen, Anmerkungen) | Höchstplatzierung, Gesamtwochen, AuszeichnungChartplatzierungen (Jahr, Titel, Musiklabel, Platzierungen, Wochen, Auszeichnungen, Anmerkungen) | Höchstplatzierung, Gesamtwochen, AuszeichnungChartplatzierungen (Jahr, Titel, Musiklabel, Platzierungen, Wochen, Auszeichnungen, Anmerkungen) | Höchstplatzierung, Gesamtwochen, AuszeichnungChartplatzierungen (Jahr, Titel, Musiklabel, Platzierungen, Wochen, Auszeichnungen, Anmerkungen) | Anmerkungen                                                  |
| Jahr | Titel Musiklabel                                                         | KR | JP | DE | AT | CH | US | Anmerkungen                                                  |
| ---- | ------------------------------------------------------------------------ | --- | --- | --- | --- | --- | --- | ------------------------------------------------------------ |
| 2016 | Love & Letter Pledis Entertainment, LOEN Entertainment                   | KR1 (98 Wo.)KR | JP6 (91 Wo.)JP | — | — | — | — | Erstveröffentlichung: 25. April 2016 Verkäufe: + 206.084     |
| 2016 | Love & Letter Repackage Album a Pledis Entertainment, LOEN Entertainment | KR1 (133 Wo.)KR | — | — | — | — | — | Erstveröffentlichung: 4. Juli 2016 Verkäufe: + 123.144       |
| 2017 | Teen, Age Pledis Entertainment, LOEN Entertainment                       | KR1 (70 Wo.)KR | JP5 (34 Wo.)JP | — | — | — | — | Erstveröffentlichung: 6. November 2017 Verkäufe: + 368.748   |
| 2018 | Director’s Cut b Pledis Entertainment, LOEN Entertainment                | KR1 Platin · (100 Wo.)KR | — | — | — | — | — | Erstveröffentlichung: 5. Februar 2018 Verkäufe: + 250.000    |
| 2019 | An Ode Pledis Entertainment, Kakao M                                     | KR1 Diamant · (… Wo.)KR | JP1 (206 Wo.)JP | — | — | — | — | Erstveröffentlichung: 16. September 2019 Verkäufe: 1.000.000 |
| 2022 | Face the Sun Pledis Entertainment, YG Plus                               | KR1 ×4Vierfachdiamant · (… Wo.)KR | JP1 ×2Doppelplatin · (110 Wo.)JP | DE7 (19 Wo.)DE | AT22 (4 Wo.)AT | CH19 (14 Wo.)CH | US7 (7 Wo.)US | Erstveröffentlichung: 27. Mai 2022 Verkäufe: 4.500.000       |
| 2022 | Face the Sun (Weverse) Pledis Entertainment, YG Plus                     | KR3 Platin · (116 Wo.)KR | — | — | — | — | — | Erstveröffentlichung: 3. Juni 2022 Verkäufe: 250.000         |
| 2022 | Sector 17 c Pledis Entertainment, YG Plus                                | KR1 Diamant · (100 Wo.)KR | JP1 Platin · (59 Wo.)JP | DE12 (4 Wo.)DE | — | CH29 (4 Wo.)CH | US4 (4 Wo.)US | Erstveröffentlichung: 22. Juli 2022 Verkäufe: + 1.250.000    |
| 2022 | Sector 17 (Weverse) Pledis Entertainment, YG Plus                        | KR4 Platin · (90 Wo.)KR | — | — | — | — | — | Erstveröffentlichung: 25. Juli 2022 Verkäufe: + 250.000      |
| 2025 | Happy Burstday Pledis Entertainment, YG Plus                             | KR1 ×2Doppeldiamant · (… Wo.)KR | JP1 ×2Doppelplatin · (… Wo.)JP | — | AT12 (1 Wo.)AT | CH39 (2 Wo.)CH | US2 (3 Wo.)US | Erstveröffentlichung: 26. Mai 2025 Verkäufe: + 2.500.000     |

### Kompilationen
| Jahr | Titel Musiklabel                   | Höchstplatzierung, Gesamtwochen, AuszeichnungChartplatzierungen (Jahr, Titel, Musiklabel, Platzierungen, Wochen, Auszeichnungen, Anmerkungen) | Höchstplatzierung, Gesamtwochen, AuszeichnungChartplatzierungen (Jahr, Titel, Musiklabel, Platzierungen, Wochen, Auszeichnungen, Anmerkungen) | Höchstplatzierung, Gesamtwochen, AuszeichnungChartplatzierungen (Jahr, Titel, Musiklabel, Platzierungen, Wochen, Auszeichnungen, Anmerkungen) | Höchstplatzierung, Gesamtwochen, AuszeichnungChartplatzierungen (Jahr, Titel, Musiklabel, Platzierungen, Wochen, Auszeichnungen, Anmerkungen) | Höchstplatzierung, Gesamtwochen, AuszeichnungChartplatzierungen (Jahr, Titel, Musiklabel, Platzierungen, Wochen, Auszeichnungen, Anmerkungen) | Höchstplatzierung, Gesamtwochen, AuszeichnungChartplatzierungen (Jahr, Titel, Musiklabel, Platzierungen, Wochen, Auszeichnungen, Anmerkungen) | Anmerkungen                                               |
| Jahr | Titel Musiklabel                   | KR | JP | DE | AT | CH | US | Anmerkungen                                               |
| ---- | ---------------------------------- | --- | --- | --- | --- | --- | --- | --------------------------------------------------------- |
| 2016 | 17 Hits Pledis Entertainment       | — | — | — | — | — | — | Erstveröffentlichung: 16. Oktober 2016                    |
| 2023 | Always Yours Hybe Labels Japan     | — | JP1 ×3Dreifachplatin · (81 Wo.)JP | — | — | — | — | Erstveröffentlichung: 23. August 2023 Verkäufe: + 750.000 |
| 2024 | 17 Is Right Here Hybe Labels Japan | KR1 ×3Dreifachdiamant + Platin (Weverse) · (21 Wo.)KR                                                                                         | JP1 ×2Doppelplatin · (10 Wo.)JP | DE13 (5 Wo.)DE | AT10 (2 Wo.)AT | CH16 (1 Wo.)CH | US5 (5 Wo.)US | Erstveröffentlichung: 29. April 2024 Verkäufe: 3.750.000  |

### EPs
| Jahr               | Titel Musiklabel                                           | Höchstplatzierung, Gesamtwochen, AuszeichnungChartplatzierungen (Jahr, Titel, Musiklabel, Platzierungen, Wochen, Auszeichnungen, Anmerkungen) | Höchstplatzierung, Gesamtwochen, AuszeichnungChartplatzierungen (Jahr, Titel, Musiklabel, Platzierungen, Wochen, Auszeichnungen, Anmerkungen) | Höchstplatzierung, Gesamtwochen, AuszeichnungChartplatzierungen (Jahr, Titel, Musiklabel, Platzierungen, Wochen, Auszeichnungen, Anmerkungen) | Höchstplatzierung, Gesamtwochen, AuszeichnungChartplatzierungen (Jahr, Titel, Musiklabel, Platzierungen, Wochen, Auszeichnungen, Anmerkungen) | Höchstplatzierung, Gesamtwochen, AuszeichnungChartplatzierungen (Jahr, Titel, Musiklabel, Platzierungen, Wochen, Auszeichnungen, Anmerkungen) | Höchstplatzierung, Gesamtwochen, AuszeichnungChartplatzierungen (Jahr, Titel, Musiklabel, Platzierungen, Wochen, Auszeichnungen, Anmerkungen) | Anmerkungen                                                  |
| Jahr               | Titel Musiklabel                                           | KR | JP | DE | AT | CH | US | Anmerkungen                                                  |
| ------------------ | ---------------------------------------------------------- | --- | --- | --- | --- | --- | --- | ------------------------------------------------------------ |
| Südkoreanische EPs |                                                            | | | | | | |                                                              |
|                    |                                                            | | | | | | |                                                              |
| 2015               | 17 Carat Pledis Entertainment, LOEN Entertainment          | KR4 (157 Wo.)KR | — | — | — | — | — | Erstveröffentlichung: 29. Mai 2015 Verkäufe: + 92.275        |
| 2015               | Boys Be Pledis Entertainment, LOEN Entertainment           | KR2 (177 Wo.)KR | — | — | — | — | — | Erstveröffentlichung: 10. September 2015 Verkäufe: + 184.257 |
| 2016               | Going Seventeen Pledis Entertainment, LOEN Entertainment   | KR1 (122 Wo.)KR | JP4 (40 Wo.)JP | — | — | — | — | Erstveröffentlichung: 5. Dezember 2016 Verkäufe: + 286.514   |
| 2017               | Al1 Pledis Entertainment, LOEN Entertainment               | KR1 (88 Wo.)KR | JP3 (42 Wo.)JP | — | — | — | — | Erstveröffentlichung: 22. Mai 2017 Verkäufe: + 337.349       |
| 2018               | You Make My Day Pledis Entertainment, Kakao M              | KR1 ×2Doppelplatin · (46 Wo.)KR | JP2 (52 Wo.)JP | — | — | — | — | Erstveröffentlichung: 16. Juli 2018 Verkäufe: + 387.428      |
| 2019               | You Made My Dawn Pledis Entertainment, Kakao M             | KR1 ×2Doppelplatin · (83 Wo.)KR | JP1 (84 Wo.)JP | — | — | — | — | Erstveröffentlichung: 21. Januar 2019                        |
| 2020               | Heng:garæ (헹가래) Pledis Entertainment, Kakao M           | KR1 Diamant · (… Wo.)KR | JP1 (186 Wo.)JP | — | — | — | — | Erstveröffentlichung: 22. Juni 2020 Verkäufe: + 1.000.000    |
| 2020               | Semicolon Pledis Entertainment, Kakao M                    | KR1 Diamant · (123 Wo.)KR | JP2 (146 Wo.)JP | — | — | — | — | Erstveröffentlichung: 19. Oktober 2020 Verkäufe: + 1.000.000 |
| 2021               | Your Choice Pledis Entertainment, YG Plus                  | KR1 Diamant · (118 Wo.)KR | JP2 Platin · (145 Wo.)JP | DE36 (6 Wo.)DE | AT50 (1 Wo.)AT | CH88 (2 Wo.)CH | US15 (1 Wo.)US | Erstveröffentlichung: 18. Juni 2021 Verkäufe: + 1.250.000    |
| 2021               | Attacca Pledis Entertainment, YG Plus                      | KR1 ×3Dreifachdiamant · (… Wo.)KR | JP1 ×2Doppelplatin · (134 Wo.)JP | DE26 (2 Wo.)DE | AT37 (1 Wo.)AT | CH69 (1 Wo.)CH | US13 (2 Wo.)US | Erstveröffentlichung: 22. Oktober 2021 Verkäufe: + 3.500.000 |
| 2023               | FML Pledis Entertainment, YG Plus                          | KR1 ×5Fünffachdiamant · (… Wo.)KR | JP1 Diamant · (63 Wo.)JP | DE7 (10 Wo.)DE | AT8 (3 Wo.)AT | CH4 (6 Wo.)CH | US2 (9 Wo.)US | Erstveröffentlichung: 24. April 2023 Verkäufe: + 6.000.000   |
| 2023               | FML (Weverse) Pledis Entertainment, YG Plus                | KR1 ×2Doppelplatin · (24 Wo.)KR | — | — | — | — | — | Erstveröffentlichung: 24. April 2023 Verkäufe: + 500.000     |
| 2023               | Seventeenth Heaven Pledis Entertainment, YG Plus           | KR1 ×5Fünffachdiamant + Platin (KiT) · (… Wo.)KR                                                                                              | JP1 ×3Dreifachplatin · (37 Wo.)JP | DE10 (3 Wo.)DE | AT13 (2 Wo.)AT | CH15 (2 Wo.)CH | US2 (5 Wo.)US | Erstveröffentlichung: 23. Oktober 2023 Verkäufe: + 6.000.000 |
| 2023               | Seventeenth Heaven (Weverse) Pledis Entertainment, YG Plus | KR2 ×2Doppelplatin · (27 Wo.)KR | — | — | — | — | — | Erstveröffentlichung: 23. Oktober 2023 Verkäufe: + 500.000   |
| 2024               | Spill the Feels Pledis Entertainment, YG Plus              | KR1 ×3Dreifachdiamant + Platin (KiT) · (10 Wo.)KR                                                                                             | JP1 Gold · (6 Wo.)JP | DE14 (3 Wo.)DE | AT4 (3 Wo.)AT | CH23 (3 Wo.)CH | US5 (4 Wo.)US | Erstveröffentlichung: 14. Oktober 2024 Verkäufe: + 3.350.000 |
| 2024               | Spill the Feels (Weverse) Pledis Entertainment, YG Plus    | KR5 Platin · (8 Wo.)KR | — | — | — | — | — | Erstveröffentlichung: 14. Oktober 2024 Verkäufe: + 250.000   |
| Japanische EPs     |                                                            | | | | | | |                                                              |
|                    |                                                            | | | | | | |                                                              |
| 2018               | We Make You Pledis Japan                                   | — | JP2 Gold · (74 Wo.)JP | — | — | — | — | Erstveröffentlichung: 30. Mai 2018 Verkäufe: + 100.000       |
| 2020               | 24H Pledis Japan                                           | — | JP1 Platin · (91 Wo.)JP | — | — | — | — | Erstveröffentlichung: 9. September 2020 Verkäufe: + 250.000  |
| 2022               | Dream Hybe Labels Japan                                    | — | JP1 Diamant · (76 Wo.)JP | — | — | — | — | Erstveröffentlichung: 9. November 2022 Verkäufe: + 1.000.000 |

## Singles
| Jahr | Titel Album                                                                  | Höchstplatzierung, Gesamtwochen, AuszeichnungChartplatzierungen (Jahr, Titel, Album, Platzierungen, Wochen, Auszeichnungen, Anmerkungen) | Höchstplatzierung, Gesamtwochen, AuszeichnungChartplatzierungen (Jahr, Titel, Album, Platzierungen, Wochen, Auszeichnungen, Anmerkungen) | Anmerkungen                                                         |
| Jahr | Titel Album                                                                  | KR | JP | Anmerkungen                                                         |
| --- | ---------------------------------------------------------------------------- | --- | --- | ------------------------------------------------------------------- |
| Südkoreanische Singles |                                                                              | | |                                                                     |
| |                                                                              | | |                                                                     |
| 2015 | Adore U (아낀다) 17 Carat                                                    | — | — |                                                                     |
| 2015 | Mansae (만세) Boys Be                                                        | KR94 (2 Wo.)KR | JP— Gold (Streaming)JP | Verkäufe: + 40.649                                                  |
| 2015 | Q&A –                                                                        | KR58 (2 Wo.)KR | — | Verkäufe: + 91.343 nur S.Coups, Vernon und Woozi zusammen mit Ailee |
| 2016 | Pretty U (예쁘다) Love & Letter                                              | KR11 (7 Wo.)KR | JP— Gold (Streaming)JP | Verkäufe: + 278.971                                                 |
| 2016 | Very Nice (아주 Nice) Love & Letter Repackage Album                          | KR22 (31 Wo.)KR | JP— Platin (Streaming)JP | Verkäufe: + 241.521                                                 |
| 2016 | Boom Boom (붐붐) Going Seventeen                                             | KR16 (5 Wo.)KR | — | Verkäufe: + 163.817                                                 |
| 2016 | Chocolate –                                                                  | — | — | mit Yoon Jong-shin Verkäufe: + 19.475                               |
| 2017 | Don’t Wanna Cry (울고 싶지 않아) Al1                                         | KR11 (9 Wo.)KR | JP— Gold (Streaming)JP | Verkäufe: + 337.539                                                 |
| 2017 | Clap (박수) Teen, Age                                                        | KR11 (7 Wo.)KR | JP— Gold (Streaming)JP | Verkäufe: + 152.593                                                 |
| 2018 | Thanks (고맙다) Director’s Cut                                               | KR19 (8 Wo.)KR | — | Erstveröffentlichung: 5. Februar 2018                               |
| 2018 | Oh My! (어쩌나) You Make My Day                                              | KR15 (23 Wo.)KR | — | Erstveröffentlichung: 16. Juli 2018                                 |
| 2018 | Getting Closer (숨이 차) You Made My Dawn                                    | KR86 (6 Wo.)KR | — | Erstveröffentlichung: 2018                                          |
| 2019 | Home You Made My Dawn                                                        | KR18 (17 Wo.)KR | — | Erstveröffentlichung: 21. Januar 2019                               |
| 2019 | Hit –                                                                        | KR64 (5 Wo.)KR | JP— Gold (Streaming)JP | Erstveröffentlichung: 5. August 2019                                |
| 2019 | (독: Fear) An Ode                                                            | KR66 (5 Wo.)KR | — | Erstveröffentlichung: 16. September 2019                            |
| 2020 | Left & Right Heng:garæ (헹가래)                                              | KR8 (16 Wo.)KR | JP— Gold (Streaming)JP | Erstveröffentlichung: 22. Juni 2020                                 |
| 2020 | Home;Run Semicolon                                                           | KR16 (4 Wo.)KR | — | Erstveröffentlichung: 19. Oktober 2020                              |
| 2021 | Ready to Love Your Choice                                                    | KR21 (6 Wo.)KR | JP— Gold (Streaming)JP | Erstveröffentlichung: 18. Juni 2021                                 |
| 2021 | Rock with you Attacca                                                        | KR6 (7 Wo.)KR | JP— Gold (Streaming)JP | Erstveröffentlichung: 22. Oktober 2021                              |
| 2022 | Hot Face the Sun                                                             | KR7 (18 Wo.)KR | JP— Gold (Streaming)JP | Erstveröffentlichung: 27. Mai 2022                                  |
| 2022 | _World Sector 17                                                             | KR4 (9 Wo.)KR | — | Erstveröffentlichung: 2022                                          |
| 2023 | Super (손오공) FML                                                           | KR3 (64 Wo.)KR | JP— Platin (Streaming)JP | Erstveröffentlichung: 24. April 2023                                |
| 2023 | F*ck My Life FML                                                             | KR7 (6 Wo.)KR | — | Erstveröffentlichung: 2023                                          |
| 2023 | God of Music (음악의 신) Seventeenth Heaven                                  | KR1 (24 Wo.)KR | — | Erstveröffentlichung: 2023                                          |
| 2023 | Betting –                                                                    | — | — | Erstveröffentlichung: 2023 mit Shingo Katori                        |
| 2024 | Maestro 17 Is Right Here                                                     | KR1 (19 Wo.)KR | — | Erstveröffentlichung: 29. April 2024                                |
| 2024 | Love, Money, Fame Spill the Feels                                            | KR1 (8 Wo.)KR | — | Erstveröffentlichung: 14. Oktober 2024 feat. DJ Khaled              |
| Japanische Singles |                                                                              | | |                                                                     |
| |                                                                              | | |                                                                     |
| 2018 | Call Call Call! We Make You                                                  | — | — | Erstveröffentlichung: 30. Mai 2018                                  |
| 2019 | Happy Ending Dream                                                           | — | JP2 Platin · (103 Wo.)JP | Erstveröffentlichung: 29. Mai 2019 Verkäufe: + 250.000              |
| 2020 | Fallin’ Flower Dream                                                         | — | JP1 ×2Doppelplatin + Gold (Streaming) · (72 Wo.)JP                                                                                       | Erstveröffentlichung: 1. April 2020 Verkäufe: + 500.000             |
| 2020 | 24H                                                                          | — | JP34 (3 Wo.)JP | Erstveröffentlichung: 9. September 2020                             |
| 2021 | Not Alone (ひとりじゃない) Dream                                             | — | JP1 ×2Doppelplatin · (44 Wo.)JP | Erstveröffentlichung: 21. April 2021 Verkäufe: + 500.000            |
| 2021 | Power of Love (あいのちから) Dream                                           | — | JP1 Platin · (90 Wo.)JP | Erstveröffentlichung: 8. Dezember 2021 Verkäufe: + 250.000          |
| 2022 | Dream                                                                        | — | JP23 (2 Wo.)JP | Erstveröffentlichung: 9. September 2022                             |
| 2023 | Sara Sara Always Yours                                                       | — | JP29 (2 Wo.)JP | Erstveröffentlichung: 16. August 2023                               |
| 2023 | Ima (Even If the World Ends Tomorrow) Always Yours                           | — | JP29 (2 Wo.)JP | Erstveröffentlichung: 23. August 2023                               |
| 2024 | Shohikigen –                                                                 | — | JP1 ×3Dreifachplatin · (15 Wo.)JP | Erstveröffentlichung: 27. November 2024                             |
| Englische Singles |                                                                              | | |                                                                     |
| |                                                                              | | |                                                                     |
| 2022 | Darl+ing Face the Sun                                                        | KR54 (9 Wo.)KR | JP— Gold (Streaming)JP | Erstveröffentlichung: 15. April 2022                                |
| Folgende Lieder erschienen nicht als Single, wurden aber durch das Album zum Download und Streaming bereitgestellt und konnten somit eine Platzierung erlangen: |                                                                              | | |                                                                     |
| |                                                                              | | |                                                                     |
| 2016 | Beautiful Going Seventeen                                                    | KR83 (1 Wo.)KR | — | Charteinstieg: 12. Dezember 2016 Verkäufe: + 26.733                 |
| 2016 | Lean On Me (기대) Going Seventeen                                            | KR88 (1 Wo.)KR | — | Charteinstieg: 12. Dezember 2016 Verkäufe: + 25.438                 |
| 2016 | Highlight Going Seventeen                                                    | KR90 (1 Wo.)KR | — | Charteinstieg: 12. Dezember 2016 Verkäufe: + 24.621                 |
| 2016 | Smile Flower (웃음꽃) Going Seventeen                                        | KR99 (1 Wo.)KR | — | Charteinstieg: 12. Dezember 2016 Verkäufe: + 24.880                 |
| 2017 | Habitural (입버릇) Al1                                                       | KR85 (1 Wo.)KR | — | Charteinstieg: 29. Mai 2017 Verkäufe: + 27.040                      |
| 2017 | Swimming Fool Al1                                                            | KR91 (1 Wo.)KR | — | Charteinstieg: 29. Mai 2017 Verkäufe: + 25.246                      |
| 2017 | Crazy in Love Al1                                                            | KR95 (1 Wo.)KR | — | Charteinstieg: 29. Mai 2017 Verkäufe: + 24.105                      |
| 2017 | Without You (모자를 눌러 쓰고) Teen, Age                                     | KR64 (1 Wo.)KR | — | Charteinstieg: 13. November 2017 Verkäufe: + 28.493                 |
| 2017 | Change Up Teen, Age                                                          | KR75 (1 Wo.)KR | — | Charteinstieg: 13. November 2017 Verkäufe: + 26.611                 |
| 2017 | Pinwheel (바람개비) Teen, Age                                                | KR77 (1 Wo.)KR | — | Charteinstieg: 13. November 2017 Verkäufe: + 26.605                 |
| 2017 | Campfire (캠프파이어) Teen, Age                                              | KR83 (1 Wo.)KR | — | Charteinstieg: 13. November 2017 Verkäufe: + 24.268                 |
| 2017 | Bring It (날 쏘고 가라) Teen, Age                                            | KR95 (1 Wo.)KR | — | Charteinstieg: 13. November 2017 Verkäufe: + 22.016                 |
| 2017 | Hello Teen, Age                                                              | KR97 (1 Wo.)KR | — | Charteinstieg: 13. November 2017 Verkäufe: + 22.489                 |
| 2017 | Trauma Teen, Age                                                             | KR98 (1 Wo.)KR | — | Charteinstieg: 13. November 2017 Verkäufe: + 22.260                 |
| 2018 | Run to You (지금 널 찾아가고 있어) Director’s Cut                            | KR83 (2 Wo.)KR | — | Charteinstieg: 12. Februar 2018                                     |
| 2018 | Thinkin’ About You Director’s Cut                                            | KR87 (1 Wo.)KR | — | Charteinstieg: 12. Februar 2018                                     |
| 2018 | Holiday You Make My Day                                                      | KR82 (1 Wo.)KR | — | Charteinstieg: 23. Juli 2018                                        |
| 2018 | Our Dawn Is Hotter Than Day You Make My Day                                  | KR83 (3 Wo.)KR | — | Charteinstieg: 23. Juli 2018                                        |
| 2018 | Come to Me (나에게로 와) You Make My Day                                     | KR96 (1 Wo.)KR | — | Charteinstieg: 23. Juli 2018                                        |
| 2019 | Good to Me You Made My Dawn                                                  | KR80 (7 Wo.)KR | — | Charteinstieg: 28. Januar 2019                                      |
| 2019 | Hug (포옹) You Made My Dawn                                                  | KR91 (6 Wo.)KR | — | Charteinstieg: 28. Januar 2019                                      |
| 2019 | Chilli (칠리) You Made My Dawn                                               | KR109 (4 Wo.)KR | — | Charteinstieg: 28. Januar 2019                                      |
| 2019 | Shhh You Made My Dawn                                                        | KR114 (4 Wo.)KR | — | Charteinstieg: 28. Januar 2019                                      |
| 2019 | Lie Again (거짓말을 해) An Ode                                               | KR138 (2 Wo.)KR | — | Charteinstieg: 23. September 2019                                   |
| 2019 | Let Me Hear You Say An Ode                                                   | KR158 (2 Wo.)KR | — | Charteinstieg: 23. September 2019                                   |
| 2019 | Snap Shoot An Ode                                                            | KR159 (3 Wo.)KR | — | Charteinstieg: 23. September 2019                                   |
| 2019 | 247 An Ode                                                                   | KR165 (1 Wo.)KR | — | Charteinstieg: 23. September 2019                                   |
| 2019 | Second Life An Ode                                                           | KR166 (1 Wo.)KR | — | Charteinstieg: 23. September 2019                                   |
| 2019 | Happy Ending (Korean Ver.) An Ode                                            | KR196 (1 Wo.)KR | — | Charteinstieg: 23. September 2019                                   |
| 2020 | My My Heng:garæ (헹가래)                                                     | KR63 (4 Wo.)KR | — | Charteinstieg: 29. Juni 2020                                        |
| 2020 | I Wish (좋겠다) Heng:garæ (헹가래)                                           | KR82 (3 Wo.)KR | — | Charteinstieg: 29. Juni 2020                                        |
| 2020 | Kidult (어른 아이) Heng:garæ (헹가래)                                        | KR91 (3 Wo.)KR | — | Charteinstieg: 29. Juni 2020                                        |
| 2020 | Together (같이 가요) Heng:garæ (헹가래)                                      | KR101 (3 Wo.)KR | — | Charteinstieg: 29. Juni 2020                                        |
| 2020 | Fearless Heng:garæ (헹가래)                                                  | KR105 (2 Wo.)KR | — | Charteinstieg: 29. Juni 2020                                        |
| 2020 | All My Love (겨우) Semicolon                                                 | KR119 (1 Wo.)KR | — | Charteinstieg: 26. Oktober 2020                                     |
| 2020 | Do Re Mi (도레미) Semicolon                                                  | KR123 (1 Wo.)KR | — | Charteinstieg: 26. Oktober 2020                                     |
| 2020 | Hey Buddy Semicolon                                                          | KR134 (1 Wo.)KR | — | Charteinstieg: 26. Oktober 2020                                     |
| 2020 | Light a Flame (마음에 불을 지펴) Semicolon                                   | KR139 (1 Wo.)KR | — | Charteinstieg: 26. Oktober 2020                                     |
| 2020 | Ah!Love Semicolon                                                            | KR140 (1 Wo.)KR | — | Charteinstieg: 26. Oktober 2020                                     |
| 2021 | Heaven’s Cloud Your Choice                                                   | KR135 (2 Wo.)KR | — | Charteinstieg: 18. Juni 2021                                        |
| 2021 | Anyone Your Choice                                                           | KR131 (3 Wo.)KR | — | Charteinstieg: 18. Juni 2021                                        |
| 2021 | GAM3 BO1 Your Choice                                                         | KR182 (2 Wo.)KR | — | Charteinstieg: 18. Juni 2021                                        |
| 2021 | Wave Your Choice                                                             | KR191 (2 Wo.)KR | — | Charteinstieg: 18. Juni 2021                                        |
| 2021 | Same Dream, Same Night, Same Mind (같은 꿈, 같은 맘, 같은 밤) Your Choice    | KR177 (2 Wo.)KR | — | Charteinstieg: 18. Juni 2021                                        |
| 2021 | To You (소용돌이) Attacca                                                    | KR93 (4 Wo.)KR | — | Charteinstieg: 22. Oktober 2021                                     |
| 2021 | Crush Attacca                                                                | KR99 (4 Wo.)KR | — | Charteinstieg: 22. Oktober 2021                                     |
| 2021 | Pang! Attacca                                                                | KR122 (3 Wo.)KR | — | Charteinstieg: 22. Oktober 2021                                     |
| 2021 | Imperfect Love (매일 그대라서 행복하다) Attacca                              | KR104 (4 Wo.)KR | — | Charteinstieg: 22. Oktober 2021                                     |
| 2021 | I Can’t Run Away (그리워하는 것까지) Attacca                                 | KR116 (3 Wo.)KR | — | Charteinstieg: 22. Oktober 2021                                     |
| 2021 | 2 Minus 1 Attacca                                                            | KR124 (3 Wo.)KR | — | Charteinstieg: 22. Oktober 2021                                     |
| 2022 | Don Quixote Face the Sun                                                     | KR96 (5 Wo.)KR | — | Charteinstieg: 27. Mai 2022                                         |
| 2022 | March Face the Sun                                                           | KR108 (2 Wo.)KR | — | Charteinstieg: 3. Juni 2022                                         |
| 2022 | Domino Face the Sun                                                          | KR105 (3 Wo.)KR | — | Charteinstieg: 3. Juni 2022                                         |
| 2022 | Shadow Face the Sun                                                          | KR111 (2 Wo.)KR | — | Charteinstieg: 3. Juni 2022                                         |
| 2022 | Bout You (노래해) Face the Sun                                               | KR115 (2 Wo.)KR | — | Charteinstieg: 3. Juni 2022                                         |
| 2022 | If You Leave Me Face the Sun                                                 | KR127 (2 Wo.)KR | — | Charteinstieg: 3. Juni 2022                                         |
| 2022 | Ash Face the Sun                                                             | KR134 (1 Wo.)KR | — | Charteinstieg: 3. Juni 2022                                         |
| 2022 | Circles (돌고 돌아) Sector 17                                                | KR96 (3 Wo.)KR | — | Charteinstieg: 22. Juli 2022                                        |
| 2022 | Fallin’ Flower (Koreanische Version) Sector 17                               | KR99 (2 Wo.)KR | — | Charteinstieg: 22. Juli 2022                                        |
| 2022 | Cheers Sector 17                                                             | KR102 (3 Wo.)KR | — | Charteinstieg: 22. Juli 2022                                        |
| 2023 | Fire FML                                                                     | KR64 (1 Wo.)KR | — | Charteinstieg: 28. April 2023                                       |
| 2023 | I Don’t Understand but I Luv U FML                                           | KR67 (1 Wo.)KR | — | Charteinstieg: 28. April 2023                                       |
| 2023 | Dust (먼지) FML                                                              | KR44 (3 Wo.)KR | — | Charteinstieg: 28. April 2023                                       |
| 2023 | April Shower FML                                                             | KR61 (2 Wo.)KR | — | Charteinstieg: 28. April 2023                                       |
| 2023 | SOS Seventeenth Heaven                                                       | KR53 (1 Wo.)KR | — | Charteinstieg: 27. Oktober 2023                                     |
| 2023 | Diamond Days Seventeenth Heaven                                              | KR65 (1 Wo.)KR | — | Charteinstieg: 27. Oktober 2023                                     |
| 2023 | Back 2 Back Seventeenth Heaven                                               | KR73 (1 Wo.)KR | — | Charteinstieg: 30. Oktober 2023                                     |
| 2023 | Monster Seventeenth Heaven                                                   | KR68 (1 Wo.)KR | — | Charteinstieg: 27. Oktober 2023                                     |
| 2023 | Yawn (하품) Seventeenth Heaven                                               | KR75 (1 Wo.)KR | — | Charteinstieg: 27. Oktober 2023                                     |
| 2023 | Headliner Seventeenth Heaven                                                 | KR77 (1 Wo.)KR | — | Charteinstieg: 27. Oktober 2023                                     |
| 2024 | Lalali 17 Is Right Here                                                      | KR68 (3 Wo.)KR | — | Charteinstieg: 10. Mai 2024                                         |
| 2024 | Spell 17 Is Right Here                                                       | KR81 (2 Wo.)KR | — | Charteinstieg: 10. Mai 2024                                         |
| 2024 | Cheers to Youth (청춘찬가) 17 Is Right Here                                  | KR36 (9 Wo.)KR | — | Charteinstieg: 10. Mai 2024                                         |
| 2024 | Call! Call! Call! (Koreanische Version) 17 Is Right Here                     | KR156 (1 Wo.)KR | — | Charteinstieg: 10. Mai 2024                                         |
| 2024 | 24H (Koreanische Version) 17 Is Right Here                                   | KR200 (1 Wo.)KR | — | Charteinstieg: 10. Mai 2024                                         |
| 2024 | Ima (Even If the World Ends Tomorrow) (Koreanische Version) 17 Is Right Here | KR143 (1 Wo.)KR | — | Charteinstieg: 10. Mai 2024                                         |
| 2024 | Eyes on You Spill the Feels                                                  | KR68 (1 Wo.)KR | — | Charteinstieg: 25. Oktober 2024                                     |
| 2024 | 1 to 13 Spill the Feels                                                      | KR172 (1 Wo.)KR | — | Charteinstieg: 25. Oktober 2024                                     |
| 2024 | Candy (사탕) Spill the Feels                                                 | KR80 (1 Wo.)KR | — | Charteinstieg: 25. Oktober 2024                                     |
| 2024 | Rain Spill the Feels                                                         | KR85 (1 Wo.)KR | — | Charteinstieg: 25. Oktober 2024                                     |
| 2024 | Water Spill the Feels                                                        | KR91 (1 Wo.)KR | — | Charteinstieg: 25. Oktober 2024                                     |

## Videoalben und Musikvideos

### Videoalben
| Jahr | Titel Musiklabel                                                      |
| ---- | --------------------------------------------------------------------- |
| 2017 | 2016 Like Seventeen ’Shining Diamond’ in Seoul Pledis                 |
| 2017 | 17 Japan Concert ’Say the Name #Seventeen’ Pledis Japan               |
| 2018 | 2017 Seventeen 1st World Tour ’Diamond Edge’ in Seoul Pledis          |
| 2018 | 2017 Seventeen 1st World Tour ’Diamond Edge’ in Japan Pledis Japan    |
| 2018 | Seventeen 2018 Japan Arena Tour ’SVT’ Pledis Japan                    |
| 2019 | Seventeen Concert ’Ideal Cut’ in Japan Pledis Japan                   |
| 2019 | Seventeen 2018 Concert ’Ideal Cut’ in Seoul Pledis                    |
| 2019 | Seventeen 2019 Japan Tour ’Haru’ Hybe Japan                           |
| 2020 | Seventeen World Tour ’Ode to You’ in Seoul Pledis                     |
| 2020 | Seventeen World Tour ’Ode to You’ In Japan Warner Music Japan         |
| 2021 | 021 Online Concert ’In-Complete’ Pledis, Hybe                         |
| 2022 | SVT 5th Fanmeeting ’Seventeen in Carat Land’ Memory Book Pledis, Hybe |
| 2022 | 2021 Seventeen Concert ’Power of Love’ Pledis, Hybe                   |
| 2022 | 2021 Seventeen Concert ’Power of Love’ Japan Edition Hybe Japan       |
| 2023 | 2022 SVT 6th Fanmeeting ’Seventeen in Carat Land’ Pledis, Hybe        |
| 2023 | Seventeen 2022 Japan Fanmeeting ’Hanabi’ Hybe Japan                   |
| 2023 | Seventeen World Tour ’Be The Sun’ Pledis, Hybe                        |
| 2023 | Seventeen World Tour ’Be The Sun’ Japan Hybe Japan                    |
| 2024 | 2023 Seventeen 7th Fanmeeting ’Seventeen in Carat Land’ Pledis, Hybe  |
| 2024 | Seventeen 2023 Japan Fanmeeting ’Love’ Hybe Japan                     |
| 2024 | Seventeen Tour ’Follow’ to Seoul Pledis, Hybe                         |

### Musikvideos
| Jahr | Titel                               | Regie                                |
| ---- | ----------------------------------- | ------------------------------------ |
| 2015 | Adore U (아낀다)                    | Dee Shin                             |
| 2015 | Mansae (만세)                       | Im Seong-gwan                        |
| 2016 | Pretty U (예쁘다)                   | Shin Hee-won (STWT)                  |
| 2016 | Very Nice (아주 Nice)               | Digipedi                             |
| 2016 | Healing (힐링)                      |                                      |
| 2016 | Check In                            | Jo Beomjin (VM Project)              |
| 2016 | Boom Boom (붐붐)                    | Yoo Sung-kyun (SunnyVisual)          |
| 2016 | Highlight                           | Yoo Sung-kyun (SunnyVisual)          |
| 2017 | Don’t Wanna Cry                     | Jo Beomjin (VM Project)              |
| 2017 | Change Up                           | Jo Beomjin (VM Project)              |
| 2017 | Trauma                              | Jo Beomjin (VM Project)              |
| 2017 | Lilili Yabbay (13월의 춤)           | Jo Beomjin (VM Project)              |
| 2017 | Pinwheel (바람개비)                 | Jo Beomjin (VM Project)              |
| 2017 | Clap (박수)                         | Jo Beomjin (VM Project)              |
| 2018 | Thanks (고맙다)                     | Jo Beomjin (VM Project)              |
| 2018 | Oh My! (어쩌나)                     | Jo Beomjin (VM Project)              |
| 2018 | Holiday                             | Jeon Wonwoo                          |
| 2018 | Getting Closer (숨이 차)            | Jo Beomjin (VM Project)              |
| 2019 | Home                                | Jo Beomjin (VM Project)              |
| 2019 | Hit                                 | Yoon Rima, Jang Dongju (Rigend Film) |
| 2019 | 독: Fear                            | Yoon Rima, Jang Dongju (Rigend Film) |
| 2020 | Snap Shoot                          | Kim Mingyu                           |
| 2020 | My My                               | Dee Shin                             |
| 2020 | Left & Right                        | Seong Wonmo (Digipedi)               |
| 2020 | Home;Run                            | Seong Wonmo (Digipedi)               |
| 2021 | Ready to Love                       | Han Sa-Min (Dextor-Lab)              |
| 2021 | Anyone                              | Vikings League                       |
| 2021 | Rock with You                       | Yoon Rima, Jang Dongju (Rigend Film) |
| 2022 | Darl+ing                            | Yoon Rima, Jang Dongju (Rigend Film) |
| 2022 | Hot                                 | Yoon Rima, Jang Dongju (Rigend Film) |
| 2022 | Cheers                              | Jo Beomjin (VM Project)              |
| 2022 | _World                              | Oui Kim                              |
| 2023 | Super (손오공)                      | Oui Kim                              |
| 2023 | F*ck My Life                        | Bang Jae Yeob                        |
| 2023 | God Of Music                        | 725 (SL8ight Visual Lab)             |
| 2024 | Maestro                             | 725 (SL8ight Visual Lab)             |
| 2024 | Lalali                              | 725 (SL8ight Visual Lab)             |
| 2024 | Spell                               | 725 (SL8ight Visual Lab)             |
| 2024 | Cheers to Youth (청춘찬가)          | 725 (SL8ight Visual Lab)             |
| 2024 | Love, Money, Fame (feat. DJ Khaled) | 725 (SL8ight Visual Lab)             |
| 2024 | Eyes on You                         | Woogie Kim (Mother)                  |

| Jahr | Titel                                                              | Regie                                |
| ---- | ------------------------------------------------------------------ | ------------------------------------ |
| 2018 | Call Call Call!                                                    | Seong Wonmo (Digipedi)               |
| 2019 | Happy Ending                                                       | Kim Wooje (ETUI Collective)          |
| 2020 | Fallin’ Flower (舞い落ちる花びら)                                  | Yoon Rima, Jang Dongju (Rigend Film) |
| 2020 | 24H                                                                | Shin Hee-won (STWT)                  |
| 2021 | Not Alone (ひとりじゃない)                                         | Oui Kim (OUI)                        |
| 2021 | Power of Love (あいのちから)                                       | Yoo Sung-kyun (SunnyVisual)          |
| 2022 | Dream                                                              | FlipEvil                             |
| 2023 | Ima -Even if the world ends tomorrow- (今 -明日 世界が終わっても-) | 725 (SL8ight Visual Lab)             |
| 2024 | Shohikigen (消費期限)                                              | 725 (SL8ight Visual Lab)             |

| Jahr | Titel    | Regie                  |
| ---- | -------- | ---------------------- |
| 2022 | Darl+ing | Yoon Rima, Jang Dongju |

## Sonderveröffentlichungen

### Soundtrackbeiträge
| Jahr | Titel Album                                                      | Höchstplatzierung, Gesamtwochen, AuszeichnungChartsChartplatzierungen (Jahr, Titel, Album, Platzierungen, Wochen, Auszeichnungen, Anmerkungen) | Anmerkungen                                                                    |
| Jahr | Titel Album                                                      | KR | Anmerkungen                                                                    |
| ---- | ---------------------------------------------------------------- | --- | ------------------------------------------------------------------------------ |
| 2016 | Sickness Love Revolution OST                                     | — | Love Revolution (Webtoon) gesungen von Vernon und Pristins Eunwoo              |
| 2018 | Kind of Love Mother OST Part 5                                   | — | Mother (TV-Serie) gesungen von Seungkwan                                       |
| 2018 | Missed Connections (내가 먼저) Tempted OST                       | — | The Great Seducer (TV-Serie) gesungen von DK                                   |
| 2018 | A-Teen A-Teen Part 3                                             | KR17 (15 Wo.)KR | A-Teen – Staffel 1 (Web-Serie) gesungen von Joshua, Woozi, Hoshi, Dino, Vernon |
| 2019 | Brothers for One Time (兄弟一回) Seven Days OST                  | — | gesungen von Jun and The8                                                      |
| 2019 | 9-Teen A-TEEN2 Part.2                                            | KR69 (3 Wo.)KR | A-Teen – Staffel 2 (Web-Serie)                                                 |
| 2019 | Miracle The Tale of Nokdu OST                                    | — | gesungen von Woozi                                                             |
| 2019 | Sweetest Thing Chocolate OST                                     | — | gesungen von Joshua, Wonwoo, DK, Seungkwan, Dino                               |
| 2020 | Maze The King: Eternal Monarch OST                               | — | gesungen von The8                                                              |
| 2020 | Dream The King: Eternal Monarch OST                              | — | gesungen von Jun                                                               |
| 2020 | Go Record of Youth OST                                           | — | gesungen von Seungkwan                                                         |
| 2021 | The Reason (이유) Lovestruck in the City OST                     | — | gesungen von Seungkwan                                                         |
| 2021 | Warrior (逆燃) Falling Into Your Smile OST                       | — | gesungen von Joshua, Jun, The8, Mingyu, Vernon                                 |
| 2021 | Is It Still Beautiful (여전히 아름다운지) Hospital Playlist OST  | KR27 (15 Wo.)KR | gesungen von Woozi, DK, Seungkwan                                              |
| 2021 | Hide (藏) Who Is the Murderer OST                                | — | gesungen von The8                                                              |
| 2022 | Go! Twenty-Five Twenty-One OST                                   | KR123 (2 Wo.)KR | gesungen von DK                                                                |
| 2022 | Pit a Pat Link: Eat, Love, Kill OST                              | — | gesungen von Seungkwan                                                         |
| 2023 | Betting War of Traps OST                                         | — | gesungen von Jeonghan, Mingyu, Seungkwan                                       |
| 2023 | Our Vacation Bro and Marble in Dubai OST                         | — | gesungen von Joshua, Hoshi                                                     |
| 2023 | Shingiru (신기루) Bro and Marble in Dubai OST                    | — | gesungen von Joshua, Hoshi                                                     |
| 2023 | Still You Dr. Romantic Season 3 OST                              | — | gesungen von Seungkwan                                                         |
| 2023 | Exclusive Fairytale Exclusive Fairytale OST                      | — | gesungen von Jun                                                               |
| 2023 | Icarus (이카루스) Castaway Diva OST                              | — | gesungen von Dino                                                              |
| 2023 | Short Hair (단발머리) Welcome to Samdal-ri OST                   | — | gesungen von DK                                                                |
| 2023 | The Moment You Arrive (그대가 오면) Tell Me That You Love Me OST | — | gesungen von Seungkwan                                                         |
| 2024 | Fly! Birdy Friends Protect the Black Forest! Birdy Friends OST   | — | gesungen von The8                                                              |
| 2024 | The Reasons of My Smiles Queen of Tears OST                      | KR93 (8 Wo.)KR | gesungen von Hoshi, DK, Seungkwan                                              |
| 2024 | Goddess of Despair Astra: Knights of Veda OST                    | — | gesungen von Hoshi                                                             |
| 2024 | Lonely Stars Astra: Knights of Veda OST                          | — | gesungen von Seungkwan                                                         |
| 2024 | When The Wind Blows Love’s Rebellion OST                         | — | gesungen von The8                                                              |

## Statistik

### Chartauswertung
|                     | KR     | JP     | DE    | AT    | CH    | US    |
| ------------------- | ------ | ------ | ----- | ----- | ----- | ----- |
| Nummer-eins-Alben   | KR21KR | JP14JP | DE—DE | AT—AT | CH—CH | US—US |
| Top-10-Alben        | KR26KR | JP22JP | DE3DE | AT3AT | CH1CH | US7US |
| Alben in den Charts | KR26KR | JP22JP | DE8DE | AT8AT | CH9CH | US9US |

|                       | KR      | JP    |
| --------------------- | ------- | ----- |
| Nummer-eins-Singles   | KR3KR   | JP4JP |
| Top-10-Singles        | KR9KR   | JP5JP |
| Singles in den Charts | KR110KR | JP9JP |

### Auszeichnungen für Musikverkäufe
Anmerkung: Auszeichnungen in Ländern aus den Charttabellen bzw. Chartboxen sind in ebendiesen zu finden.
| Land/RegionAuszeichnungen für Musikverkäufe (Land/Region, Auszeichnungen, Verkäufe, Quellen) | Gold       | Platin       | Diamant       | Verkäufe   | Quellen          |
| -------------------------------------------------------------------------------------------- | ---------- | ------------ | ------------- | ---------- | ---------------- |
| Japan (RIAJ)                                                                                 | 12× Gold12 | 28× Platin28 | 2× Diamant2   | 8.700.000  | riaj.or.jp JP2 d |
| Südkorea (KMCA)                                                                              | —          | 15× Platin15 | 30× Diamant30 | 32.750.000 | circlechart.kr   |
| Insgesamt                                                                                    | 12× Gold12 | 43× Platin43 | 32× Diamant32 |            |                  |